# Glacier d'Entrèves
Le glacier d'Entrèves, en italien Ghiacciaio di Entrèves, est un glacier d'Italie situé dans le massif du Mont-Blanc, dans le val Vény.

## Géographie
Le glacier naît sur l'adret de l'aiguille et du col d'Entrèves, à environ 3 300 mètres d'altitude, et se dirige vers le sud-sud-est,. Il est entouré par le glacier de la Brenva par-delà la tour, l'aiguille et la tête de la Brenva à l'ouest, le glacier de Toule par-delà l'aiguille d'Entrèves au nord-est et le glacier du Géant par-delà la frontière avec la France au nord,.

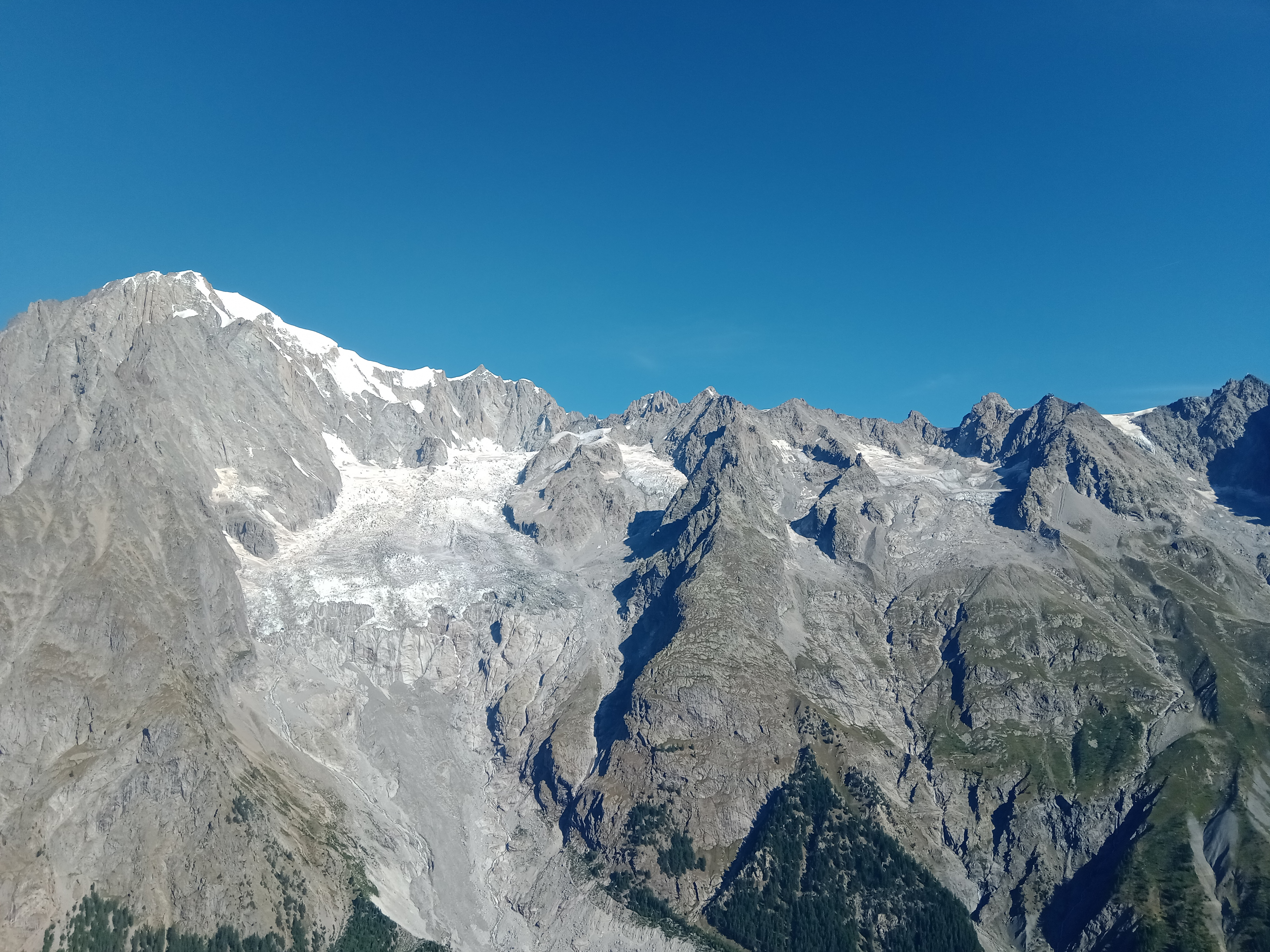
Vue depuis le mont Chétif au sud-est des rochers de la Brenva au centre avec à leur droite le glacier d'Entrèves et à leur gauche celui de la Brenva ; tout à gauche le mont Blanc.